# 테라젠이텍스
테라젠이텍스(Theragen Etex Co. Ltd.)는 대한민국의 제약·바이오 기업이다.	 본사는 경기도 안산시 단원구 산단로68번길 58(초지동)에 위치해 있다. 대표이사는 박시홍이다

## 참고 문헌
1. ↑  한국IR협의회 기술분석보고서-	테라젠이텍스[깨진 링크(과거 내용 찾기)]
2. ↑  테라젠이텍스 IBK투자증권 분석보고서-테라젠이텍스, 2018. 05. 21